# Одилаури
Одилаури (груз. ოდილაური) — село в Грузии, на территории Тержольского муниципалитета края (мхаре) Имеретия.

## География
Село находится в западной части Грузии, на левом берегу реки Цкалцителы, на расстоянии 35 километров к западо-северо-западу от города Тержола, административного центра муниципалитета. Абсолютная высота — 164 метра над уровнем моря.

## Население
По результатам официальной переписи населения 2014 года, в Одилаури проживало 908 человек (479 мужчин и 429 женщин). В национальной структуре населения грузины составляли 99,9 %, русские — 0,1 %.
| Год  | Население, человек |
| ---- | ------------------ |
| 2002 | 1149               |
| 2014 | ↘ 908              |